# Féas
Féas foi uma antiga comuna francesa na região administrativa da Nova Aquitânia, no departamento dos Pirenéus Atlânticos. Estendia-se por uma área de 13,93 km². Em 2010 a comuna tinha 629 habitantes (densidade: 45,2 hab./km²).
Em 1 de janeiro de 2017, passou a formar parte da nova comuna de Ance Féas.